# Pierre Dubois-Labernade
Pierre Dubois-Labernade est un homme politique français né le 22 décembre 1756 à Saint-Groux (Charente) et mort le 8 septembre 1834.

## Biographie
Issu d'une famille de militaires, il entre dans les ordres sous l'Ancien régime, puis devient fonctionnaire civil sous la Révolution. De 1800 à 1815, il est conseiller de préfecture à Angoulême, et est député de la Charente en 1815, pendant les Cent-Jours.

## Sources
- « Pierre Dubois-Labernade », dans Adolphe Robert et Gaston Cougny, Dictionnaire des parlementaires français, Edgar Bourloton, 1889-1891 [détail de l’édition]